# Siló (cidade bíblica)
Siló (em hebraico:  שלה Šīlōh, שלו Šīlô, שילו Šîlô) é uma cidade mencionada na Bíblia Hebraica.

## Sítio arqueológico
Presumivelmente, a palavra deriva do termo hebraico shalah ou "descansar". Em Silo, Israel encontrou descanso e, se há uma referência messiânica em (Gênesis 49:10), está na ideia que é no Messias que será encontrado o descanso.
Josué, depois da conquista da terra por Israel, a princípio estabeleceu seu lar em Gilgal, mas depois mudou-se para Silo (Js. 14.6; 18.1). O tabernáculo foi erguido ali e a cidade tornou-se um importante santuário; na época dos juízes, o local reteve seu lugar como o centro dos cultos a Yahweh (Juízes 18:31).
O sítio da antiga Siló, uma cidade no monte de Efraim e a capital religiosa de Israel no tempo dos Juízes, está situado ao norte de BeteIl, ao leste da autoestrada de Betel-Siquém e ao sul de Lebona no monte de Efraim (Juízes 21:19). Ela foi identificada ambiguamente com Khirbet Seilun pelo filologista E. Robinson em 1838. A localização foi estabelecida muito antes pelo escritor romano Eusébio e Nestório ha-Parhi.
Silo é mencionada na Bíblia Hebraica como um lugar de reunião para o povo de Israel onde havia um santuário contendo a Arca da Aliança até ela ser tomada pelos Filisteus do campo de batalha em Afeca (provavelmente Antipátrida). 